# Brisse (rivière)
Pour les articles homonymes, voir Brisse.
La Brisse est un cours d'eau français qui coule dans le département de Loir-et-Cher. C'est un affluent du Loir en rive gauche et donc un sous-affluent de la Loire.

## Géographie
La Brisse présente une longueur de 14 kilomètres. Elle prend sa source dans la commune de Nourray, près du bourg à une altitude de 124 m, s'écoule vers le nord-ouest et se jette dans le Loir, dans la commune de Thoré-la-Rochette, à une altitude de 71 m.

### Communes traversées
La Brisse, qui coule uniquement dans le département de Loir-et-Cher, traverse 7 communes, soit de l'amont vers l'aval : Nourray, Huisseau-en-Beauce, Villerable, Marcilly-en-Beauce, Villiersfaux, Lunay et Thoré-la-Rochette.   

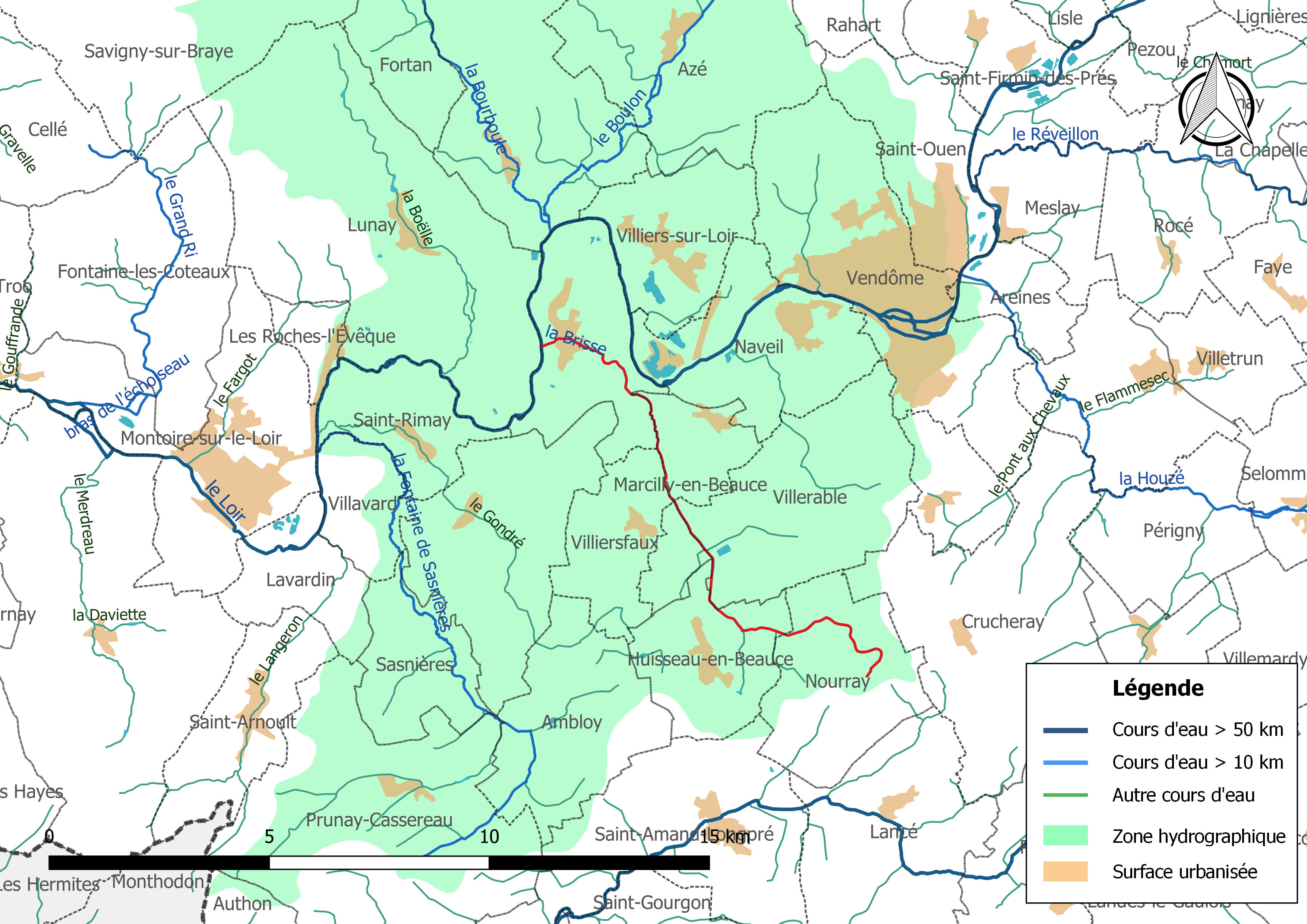
Cours d'eau la Brisse et son bassin versant.

Le bassin versant de la Brisse s'insère dans la zone hydrographique « Le Loir de la Houzee (Nc) à la Fontaine de Sasnieres (C)  », au sein du bassin DCE plus large « La Loire, les cours d'eau côtiers vendéens et bretons »,. 

## Pêche et peuplements piscicoles
Sur le plan piscicole, la Houzée est classée en première catégorie piscicole. L'espèce biologique dominante est constituée essentiellement de salmonidés (truite, omble chevalier, ombre commun, huchon).

## Qualité des eaux

### État des masses d'eau et objectifs
La Brisse fait partie de la masse d'eau codifiée FRGR1109 et dénommée « La Brisse et ses affluents, depuis la source jusqu'à la confluence avec le Loir ».
L'état des lieux 2013 défini dans la SDAGE 2016 – 2021 et les objectifs à atteindre pour cette masse d'eau sont les suivants,, :
| Code masse d'eau | Libellé masse d'eau                                                              | État écologique 2013 des cours d'eau | État écologique 2013 des cours d'eau | État écologique 2013 des cours d'eau | État écologique 2013 des cours d'eau | Objectifs                  | Objectifs                  | Objectifs                | Objectifs                | Objectifs              | Objectifs              |
| Code masse d'eau | Libellé masse d'eau                                                              | État écologique                      | État biologique                      | État physico-chimie générale         | État Polluants spécifiques           | Objectif d'état écologique | Objectif d'état écologique | Objectif d'état chimique | Objectif d'état chimique | Objectif d'état global | Objectif d'état global |
| ---------------- | -------------------------------------------------------------------------------- | ------------------------------------ | ------------------------------------ | ------------------------------------ | ------------------------------------ | -------------------------- | -------------------------- | ------------------------ | ------------------------ | ---------------------- | ---------------------- |
| FRGR1109         | La Brisse et ses affluents, depuis la source jusqu'à la confluence avec le Loir. | Bon état                             | Bon état                             | Bon état                             |                                      | Bon état                   | 2015                       | Bon état                 | ND                       | Bon état               | 2015                   |

## Gestion
La Brisse est sur le territoire du bassin Loire-Bretagne et l'organisme de gestion à l'échelle du bassin est l'agence de l'eau Loire-Bretagne[réf. nécessaire]. (En France, la gestion de l’eau, soumise à une législation nationale et à des directives européennes, se décline par bassin hydrographique, au nombre de sept en France métropolitaine, échelle cohérente écologiquement et adaptée à une gestion des ressources en eau.)

## Préhistoire
Toute la petite vallée de la Brisse est riche en stations du Néolithique ancien, moyen et récent, du Hallstatt et de l'âge du fer. Il semble que la vallée ne soit plus occupée que sporadiquement au Chasséen.
Les Marais, les Petits Marais, les Grands Marais
L'abondance et la variété de la céramique tirée de deux sites voisins en rive droite les Marais (sur Marcilly) et les Grands Marais (sur Villerable) a amené la reconnaissance par G. Bailloud en 1971 du « groupe (culturel) de Marcilly ». L'ensemble de poteries à décor incisé (motifs en arête de poisson et autres décors) est le lot le plus important rencontré (jusqu'en 1987) dans le sud-ouest du Bassin parisien ; ces décors, également présents à Moru (Pontpoint, Oise), Villeneuve-Saint-Germain (Aisne) et Blicquy (Irchonwelz, Belgique wallonne), participent selon C. Constantion à la période la plus ancienne du groupe de Villeneuve-Saint-Germain. Un vase en poterie se démarque des autres vestiges trouvés localement, par sa similarité avec les céramiques du rubané - une culture inconnue dans le sud-ouest du Bassin parisien, qui date elle aussi de la période la plus ancienne du groupe de Villeneuve-Saint-Germain ; il est similaire à certaines pièces trouvées dans l'Yonne à Misy-sur-Yonne ou Vinneuf. D'autres tessons de poterie évoquent le groupe Augy. Le site des Grands Marais daterait de la période moyenne du groupe Villeneuve-Saint-Germain.
Les éléments Augy et les décors incisés comparables à ceux des Marais, n'ont été trouvés associés nulle part ailleurs dans la moitié nord de la France (jusqu'au moins en 1987).
Les Petits Prés
Les lieux-dits les Petits Prés (pointe sud-ouest de la commune de Marcilly), les Longs Réages et la Croix ont livré des bracelets et autres objets en schiste et une belle série de galets à rainures mais peu de céramique.
Martigny
Le site de Martigny, à l'ouest de la ferme de Martigny (cette dernière située au point de rencontre des communes de Huisseau, Nourray et Saint-Amand-Longpré) a livré de l'outillage lithique dont un microburin sur piquant-trièdre ; une herminette en silex taillée de façon originale ; un disque perforé en roche schistoïde ; des fragments de bracelets de schiste dont certains perforés et un fragment de schiste en voie de perforation ; deux belles flèches perçantes ogivales à retouches couvrantes, à base rectiligne (de type chasséen du Bassin parisien, mais exceptionnelles aussi à l'ouest). Là aussi la céramique est peu abondante, ce qui rend plus difficile la détermination culturelle entre les groupes Augy, Cerny ou Villeneuve-Saint-Germain.
Les Terres Blanches
La phase récente du groupe Villeneuve-Saint-Germain est représentée aux sites des Terres Blanches et celui des Terres Blanches 2 (au nord de la ferme de Pouline) : on ne trouve plus le décor incisé, le décor au peigne n’est présent que de façon sporadique, les motifs en cordon lisse remplacent les décors par impressions digito-unguéales, les bords tendent à s'élargir en T.

### Provenance des schistes utilisés
Les schistes des bracelets des sites de Villerable et de Marcilly ont au moins deux origines : 
- le schiste ordovicien dit « schiste d'Angers », métamorphisé (schiste à Calymène[n 4]) ;
- un schiste non métamorphisé qui peut être du même âge que le précédent, mais qui peut provenir d'un synclinal du nord d'Angers ou (moins probablement) faire partie des schistes dits de Riadan ou schistes à Trinudeus, d'âge ordovicien supérieur (Caradoc)[n 5],[16].

Ces deux sortes de schistes se trouvent en gisements à environ 130 km à l'ouest de Marcilly-Villerable.